# Pteridrys confertiloba
Pteridrys confertiloba är en ormbunkeart som beskrevs av Holtt. Pteridrys confertiloba ingår i släktet Pteridrys och familjen Tectariaceae. Inga underarter finns listade.